# Jacob Albrechtsen
Jacob Albrechtsen (født 10. marts 1990 i Smørum, Danmark) er en dansk fodboldspiller, der spiller for BK Avarta. Jacob Albrechtsen har tidligere haft kontrakt med den danske Superligaklub F.C. København.xit
Han er Brøndby IF-forsvareren Martin Albrechtsens yngste bror.

## Karriere
Albrechtsen blev en del af FCK's førstehold i sommeren 2008, sammen med Danni Jensen. Forinden havde han dog trænet med førsteholdet på en træningslejr på La Manga Club i januar 2008. Han opnåede alene en enkelt kamp for førsteholdet, da han den 31. juli 2008 i en UEFA Cup-kvalifikationskamp mod Cliftonville F.C. fra Nordirland med 19 minutter tilbage blev skiftet ind for Oscar Wendt. Albrechtsen var dog skadet en stor del af sæsonen 2008/09, og han opnåede ikke flere kampe i sæsonen. Kontrakten med FC København udløb i juni måned 2010 og blev ikke forlænget. Albrechten opnåede herefter kontrakt i SC Egedal.
Det blev offentliggjort den 11. juli 2014, at Albrechtsen skiftede til BK Avarta.

## Titler
- Dansk mester med F.C. København i 2009 og 2010.
- Dansk pokalvinder med F.C. København2009.
- Dansk U-16 Ligamester: 2005.